# كولوبنط

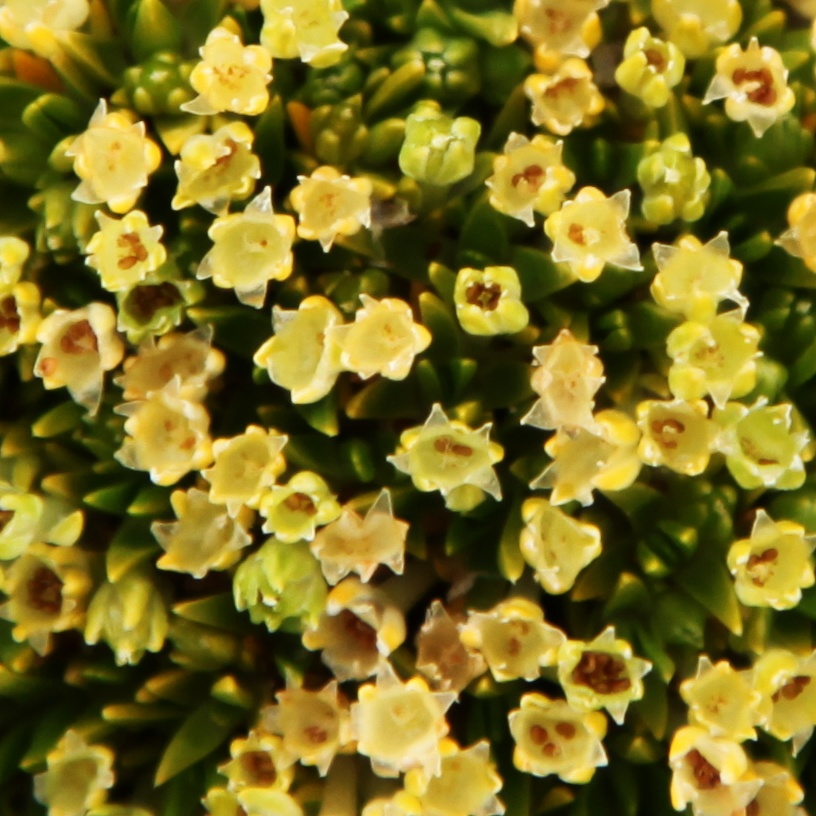
كولوبنط كيتوني

الكولوبنط (الاسم العلمي: Colobanthus) أو عشبة اللؤلؤ (بالإنجليزية: pearlwort)‏ (وهو اسم مشترك مع جنس الساجينا Sagina) هو جنس من النباتات يتبع الفصيلة القرنفلية من رتبة القرنفليات.

## أنواع مختارة
- كولوبنط إبري
- كولوبنط أجمي
- كولوبنط بوشناني
- كولوبنط بوليفي
- كولوبنط جبلي
- كولوبنط حرشفي
- كولوبنط حزازياني
- كولوبنط زاحف
- كولوبنط قصير السبلات
- كولوبنط قنواتي
- كولوبنط كيتوني وهو إحدى إثنين من النباتات المزهرة التي تعيش في أقصى الجنوب من العالم, قطب جنوبي.
- كولوبنط كيرغوليني
- كولوبنط لابتلي
- كولوبنط مترابط
- كولوبنط مخرزي
- كولوبنط مخطط
- كولوبنط منتشر
- كولوبنط مولري
- كولوبنط هوكري
- كولوبنط وسادي
- كولبنطس كيتوني (الاسم العلمي:Colobanthus quitensis),